# كنيس الشيطان
في الرسائل إلى كنائس آسيا السبع لسميرنا وفيلادلفيا (آلاشهر)؛ في رؤيا يوحنا 2: 9 و 3: 9، تمت الإشارة إلى مجمع الشيطان أو كنيس الشيطان ((باليونانية: συναγωγή τοῦ Σατανᾶ)‏ ، سناغوغ تو ساتانا)، في كل من تلك الفقرات يتم الإشارة إلى جماعة تضطهد الكنيسة المسيحية (أي المسيحيين)، حيث تقوم هذه الجماعة بالإدعاء بأنهم يهود إلا أنهم ليسوا يهود، «الذين يقولون إنهم يهود وهم ليسوا يهودًا».
غالبًا ما تُستخدم هذه الفقرات لتبرير الكراهية ضد جميع اليهود أو مجموعات فرعية معينة من اليهود المعاصرين.  

## مقاطع من سفر الرؤيا
رِسَالَةُ يَسُوعَ إلَى كَنِيسَةِ سِمِيرْنَا:
8 «اكتُبْ إلَى مَلَاكِ كَنِيسَةِ سِمِيرْنَا:
«هَكَذَا يَقُولُ الأوَّلُ وَالآخِرُ، مَنْ مَاتَ وَقَامَ مِنَ المَوْتِ:
9 «أعْلَمُ بِمُعَانَاتِكَ وَفَقرِكَ، مَعَ أنَّكَ فِي الحَقِيقَةِ غَنِيٌّ. كَمَا أعلَمُ مَا افتَرَى بِهِ عَلَيْكَ أُولَئِكَ الَّذِينَ يَدَّعُونَ أنَّهُمْ يَهُودٌ، وَهُمْ لَيْسُوا كَذَلِكَ، بَلْ هُمْ مَجمَعُ الشَّيطَانِ.
```
  رؤيا يوحنا 2: 8-9
```

رِسَالَةُ يَسُوعَ إلَى كَنِيسَةِ فِيلَادَلْفِيَا
7 «اكتُبْ إلَى مَلَاكِ كَنِيسَةِ فِيلَادَلفِيَا:
«هَكَذَا يَقُولُ القُدُّوسُ الحَقُّ الَّذِي مَعَهُ مِفتَاحُ دَاوُدَ، الَّذِي إنْ فَتَحَ بَابًا لَا أحَدَ يَسْتَطِيعُ أنْ يُغلِقَهُ، وَإنْ أغلَقَ بَابًا لَا أحَدَ يَسْتَطِيعُ أنْ يَفْتَحَهُ:
8 «أنَا أعْرِفُ أعْمَالَكَ. وَهَا إنِّي أفتَحُ أمَامَكَ بَابًا لَا يَسْتَطِيعُ أحَدٌ أنْ يُغلِقَهُ. فَمَعَ أنَّكَ قَلِيلُ القُوَّةِ، إلَّا أنَّكَ حَفِظتَ تَعْلِيمِي وَلَمْ تَتَخَلَّ عَنِ اسْمِي. 9 أمَّا أُولَئِكَ الَّذِينَ يَنْتَمُونَ إلَى مَجْمَعِ الشَّيطَانِ، وَيَدَّعُونَ أنَّهُمْ يَهُودٌ، مَعَ أنَّهُمْ لَيْسُوا كَذَلِكَ، بَلْ هُمْ كَاذِبُونَ، فَسَأجعَلُهُمْ يَنْحَنُونَ أمَامَكَ، وَأُعَرِّفُهُمْ بِأنِّي أحبَبتُكَ أنْتَ.
```
رؤيا يوحنا 3: 7-9
```

## استخدامات أخرى
تم العثور على لغة مماثلة ومشابهة في مخطوطات البحر الميت، حيث إعتبرت طائفة يهودية صغيرة، التي عانت من الإضطهاد، بقية اليهود بأنهم مرتدين عن اليهودية (أي أن هذه الفئة اليهودية الحقيقية إعتبرت باقي اليهود كيهود مرتدين وليسوا يهود بحق)، وأطلقت هذه الفئة اليهودية على مضطهديها لقب «مجمع بليعال» (الشيطان).